# Epil
Epil is een bestuurslaag in het regentschap Musi Banyuasin van de provincie Zuid-Sumatra, Indonesië. Epil telt 6572 inwoners (volkstelling 2010).